# Dan Constantinescu (scriitor)
Dan Constantinescu (n. 6 februarie 1921 – d. 1997, Freiburg) a fost un poet și un traducător român. A scris și sub pseudonimul Dan Nicoară.

## Volume publicate
În 1969 a publicat volumul de versuri Unde la Editura pentru literatură, iar în 1978 a publicat volumul de poezie Vatra la Editura Eminescu.
A tradus în românește din Rainer Maria Rilke, din Oskar Pastior și din lirica niponă, în special genul haiku.